# Tessera (Venus)

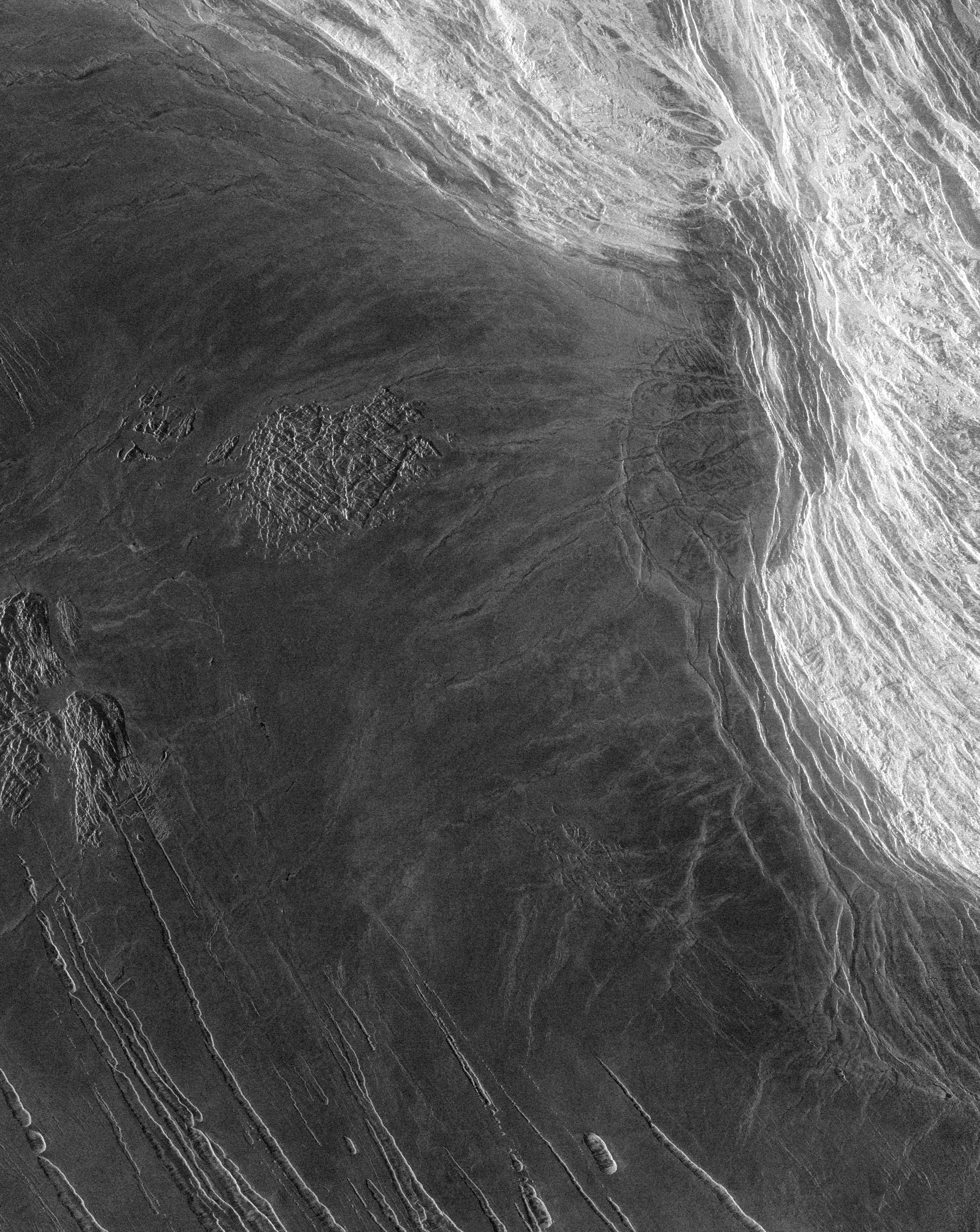
Tessera-terrein in de Maxwell Montes in het wit aan de rechterkant van de afbeelding. De oostelijke rand van Lakshmi Planum links in het grijs weergegeven

Een tessera (meervoud: tesserae) is een gebied van zwaar vervormd terrein op de planeet Venus, gekenmerkt door twee of meer elkaar kruisende tektonische elementen, hoge topografie en een hoge weerkaatsing van radargolven. Tesserae vertegenwoordigen vaak het oudste materiaal op een bepaalde locatie en behoren tot de meest tektonisch vervormde terreinen op het oppervlak van Venus. Er bestaan verschillende soorten tessera-terrein. Het is momenteel niet duidelijk of dit te wijten is aan een variatie in de interacties van de mantel van Venus met regionale aardkorst- of lithosferische spanningen, of dat deze verschillende terreinen verschillende locaties vertegenwoordigen in de tijdlijn van korstplateauvorming en -daling. Er bestaan meerdere modellen van tessera-vorming en verdere uitgebreide studies van het oppervlak van Venus zijn nodig om dit complexe terrein volledig te begrijpen. 

## Locaties
Tessera-terrein is de dominante tektonische landvorm in de noordelijke hoge breedtegraden van Venus, in kaart gebracht in 1983 door de Venera 15 en 16-orbiters en is geconcentreerd in het gebied tussen de bergketens van westelijke Ishtar Terra en Aphrodite Terra. Tesserae beslaan 7,3% van het oppervlak van Venus, ongeveer 33,2 × 106 km. Ze zijn sterk geconcentreerd tussen 0°E en 150°E. Tesserae zijn bijna volledig zichtbaar binnen de korstplateaus van Venus. Tessera-inliers, regio's van tessera die niet worden gevonden in de huidige korstplateaus, worden verondersteld regio's van ingestorte korstplateaus te vertegenwoordigen. Grote gebieden met tessera-terrein zijn gelabeld op basis van hun breedtegraad. Regio's op de equatoriale en zuidelijke breedtegraden worden aangeduid als "regio", terwijl regio's op de noordelijke breedtegraden worden aangeduid als "tesserae". De Sovjetwetenschappers noemden dit oorspronkelijk "паркет" (parket), later werd dit aangeduid als "tesserae". De meest recente gegevens over tessera-terrein zijn afkomstig van de Magellan-missie, waarin het grootste deel van het oppervlak van Venus in hoge resolutie in kaart werd gebracht.

Tessera-terrein, herkenbaar aan de witte omtrek, op de "GIS-kaart van Venus" (bron: USGS Astrogeology Science Center)

## Ontstaan

Model van korstplateau- en tessera-terreinvorming via manteldaling volgens Gilmore (1998).

Model van korstplateau- en tessera-terreinvorming volgens Hansen (2006).

Pulserend continentenmodel

Veel onderzoeken dachten dat de tesserae een soort "uienschil" op de planeet vormden en zich uitstrekten onder de regionale vlakten van Venus. De momenteel geaccepteerde modellen ondersteunen echter regionale vorming. Er zijn meerdere modellen naar voren gebracht om de vorming van tessera-terrein te verklaren. Modellen van vorming door manteldaling (downwelling) en pulserende continenten zijn de meest geaccepteerde modellen. Een model van vorming als gevolg van een lavavijver via een gigantische impact werd naar voren gebracht, hoewel het momenteel niet veel grip heeft gekregen in de wetenschappelijke gemeenschap vanwege scepticisme over het vermogen van een gigantische impact om voldoende smelting te genereren. Een model van vorming als gevolg van opwelling van de mantel was jarenlang persistent, maar is sindsdien verlaten vanwege de tegenstrijdige voorspelling van sequenties van verlenging versus de waargenomen dwarsdoorsnijdende relaties.
Downwelling
In het downwelling-model veroorzaakt manteldaling, mogelijk als gevolg van mantelconvectie, compressie en verdikking van de korst, waardoor de compressie-elementen van tessera-terreinen ontstaan. Isostatische rebound treedt op als gevolg van de verdikking van de korst. Nadat de downwelling eindigt, produceert een delaminatiegebeurtenis in de mantel extensionele elementen van tesserae. Dit model verklaart momenteel niet de locatie van tesserae binnen korstplateaus, maar voorspelt in plaats daarvan een koepelvormig terrein.
Lavavijver via gigantische inslag
In de lavavijver via een gigantisch inslagmodel, smelt als gevolg van een gigantische inslag op een dunne lithosfeer naar de oppervlakte om een lavavijver te vormen. Convectie in de lavavijver resulteert in oppervlaktevervorming die tessera-terrein creëert. Isostatische rebound van de gestolde vijver creëert een korstplateaustructuur. Dit model verklaart momenteel niet hoe convectie voldoende kracht zou kunnen overbrengen om enkele kilometers bros materiaal te vervormen.
Pulserende continenten
In het pulserende continentenmodel overleeft gedifferentieerde korst met lage dichtheid vroegere wereldwijde subductiegebeurtenissen die continentale regio's vormden. Deze gebieden ondergaan compressie als gevolg van verwarming van de omringende mantel, waardoor de compressiekenmerken van tesserae worden gevormd, zoals vouw- en stuwbanden, en het terrein van de bekkenkoepel. Nadat voldoende verdikking van de aardkorst is opgetreden, wordt nieuwe lithosfeer gegenereerd, waardoor de zwaartekracht instort en de extensieve kenmerken van tesserae ontstaan, zoals uitgebreide slenken. Tijdens deze ineenstorting veroorzaakt decompressie gedeeltelijk smelten, waardoor het intratessera-vulkanisme ontstaat dat wordt gezien in de grotere gebieden van het tessera-terrein. Dit model vereist dat het materiaal waaruit tessera-terrein bestaat continentaal van aard is. Toekomstige missies naar Venus om oppervlaktesamenstellingen te bemonsteren zijn nodig om dit model te ondersteunen. Dit model verklaart momenteel niet hoe een globale subductiegebeurtenis de delaminatie van de hele mantellithosfeer zou kunnen veroorzaken, waardoor alleen korst met een lage dichtheid achterblijft. 

## Verscheidenheid aan tessera-terreinen
Er is een breed scala aan uiteenlopende terreintypes. Hieronder staan meerdere soorten tessera-terrein, maar ze zijn niet bedoeld als classificatieschema en benadrukken in plaats daarvan de verscheidenheid aan terreintypen.
Vouwterrein
Dit is gemakkelijk te herkennen aan zijn goed gedefinieerde lineaire vouwen. Dit type terrein bestaat uit lange heuvelruggen en valleien, meer dan 100 kilometer lang, die dwars doorgesneden zijn door kleine extensionele breuken die loodrecht op de vouwassen van de ruggen lopen. Dit werd waarschijnlijk gevormd door unidirectionele samentrekking.
Lavastroomterrein
Dit wordt zo genoemd vanwege de gelijkenis met Pahoehoe-stromen die op aarde worden gevonden, met lange gebogen ruggen. Men denkt dat dit terrein wordt gevormd door verplaatsing en vervorming als gevolg van beweging van het materiaal onder deze korststukken.
Lintterrein
Dit wordt gekenmerkt door linten en vouwen die typisch loodrecht op elkaar staan. Linten zijn lange en smalle uitschuifbare troggen die worden gescheiden door smalle richels. Lintterrein kan zowel in grote korstplateaus als binnen tessera-inliers worden gevonden.
S-C-terrein
Dit wordt zo genoemd vanwege de geometrische gelijkenis met tektonische S-C-structuren op aarde. Het terrein bestaat uit twee hoofdstructuren: synchrone vouwen en kleine, 5 tot 20 kilometer lange slenken die de vouwen loodrecht doorsnijden. In tegenstelling tot veel andere soorten tessera-terrein, duidt S-C-terrein op een eenvoudige, in plaats van complexe vervormingsgeschiedenis waarin vervorming als gevolg van wijdverbreide beweging op Venus wijdverbreid is. Dit type terrein geeft ook aan dat een strike-slip-beweging op het oppervlak van Venus mogelijk is.
Bekken- en koepelterrein
Ook bekend als een honingraatterrein dat bestaat uit gebogen richels en troggen die een patroon vormen dat analoog is aan een eierdoos. Deze structuren vertegenwoordigen meerdere fasen van vervorming en worden beschouwd als de meest complexe stijl van tesserae. Bekken- en koepelterrein wordt meestal gevonden in het midden van korstplateaus.
Sterterrein
Dit is samengesteld uit meerdere slenken en breuken die in vele richtingen evolueren, maar uitstralen in een sterachtig patroon. Aangenomen wordt dat dit patroon te wijten is aan koepelvorming onder eerder vervormde en gebroken gebieden, waarbij de lokale opheffing het stralingspatroon veroorzaakt.

## Lijst van Tesserae
Tesserae op Venus zijn vernoemd naar godinnen van lot en geluk in mythologieën wereldwijd.
| Name                  | Breedtegraad | Lengtegraad | Diameter (km) | Jaar | Genoemd naar                                                                                                   |
| --------------------- | ------------ | ----------- | ------------- | ---- | --- |
| Adrasthea Tesserae    | 30,0 N       | 55,0 E      | 750           | 1997 | Adrasteia, Griekse godin van het recht.                                                                        |
| Ananke Tessera        | 53,3 N       | 137,0 E     | 1060          | 1985 | Ananke, Griekse godin van de noodzakelijkheid                                                                  |
| Athena Tessera        | 35,0 N       | 175,0 E     | 1800          | 1997 | Athena, Griekse godin van de wijsheid                                                                          |
| Atropos Tessera       | 71,5 N       | 304,0 E     | 469           | 1985 | Atropos, een van de drie schikgodinnen in de Griekse mythologie                                                |
| Bathkol Tessera       | 61,0 N       | 200,0 E     | 1485          | 1997 | Bathkol, Israëlische godin van het lot                                                                         |
| Chimon-mana Tessera   | 3,0 S        | 270,0 E     | 1500          | 1997 | Chimon-mana, Hopi-godin van de krankzinnigen                                                                   |
| Clidna Tessera        | 42,0 S       | 29,0 E      | 500           | 1997 | Clidna, een Ierse vogelgodin van het hiernamaals                                                               |
| Clotho Tessera        | 56,4 N       | 334,9 E     | 289           | 1985 | Klotho, een van de drie schikgodinnen in de Griekse mythologie                                                 |
| Cocomama Tessera      | 62,0 S       | 23,0 E      | 1600          | 1997 | Cocomama, een godin van het geluk in de Incamythologie                                                         |
| Dekla Tessera         | 57,4 N       | 71,8 E      | 1363          | 1985 | Dēkla, Letse godin van het lot.                                                                                |
| Dolya Tessera         | 8,0 S        | 296,0 E     | 1100          | 1997 | Dolya, Oost-Slavische godin van het goede lot                                                                  |
| Dou-Mu Tesserae       | 60,0 S       | 244,0 E     | 400           | 1997 | Dou-Mu, Chinese godin regerend over leven en dood                                                              |
| Fortuna Tessera       | 69,9 N       | 45,1 E      | 2801          | 1985 | Fortuna, een Romeinse godin van het toeval                                                                     |
| Gbadu Tessera         | 1,0 S        | 38,0 E      | 700           | 1997 | Gbadu, een Fon-godin van het raden.                                                                            |
| Gegute Tessera        | 17,0 N       | 121,0 E     | 1600          | 1997 | Gegute, een Litouwse godin van de tijd                                                                         |
| Giltine Tesserae      | 39,0 S       | 250,0 E     | 300           | 1997 | Giltine, een Litouwse godin van het slechte lot                                                                |
| Haasttse-baad Tessera | 6,0 N        | 127,0 E     | 2600          | 1997 | Hastsebaad, een Navajo-godin van goede gezondheid                                                              |
| Hikuleo Tesserae      | 42,0 S       | 54,0 E      | 1400          | 1997 | Hikuleo, een Tonga-godin van de onderwereld                                                                    |
| Humai Tessera         | 53,0 S       | 250,0 E     | 350           | 1997 | Humai, een Iraanse legendarische geluksvogel                                                                   |
| Husbishag Tesserae    | 28,0 S       | 101,0 E     | 1100          | 1997 | Husbishag, een Semitische onderwereldgodin                                                                     |
| Istustaya Tesserae    | 8,7 S        | 42,2 E      | 505           | 2019 | Istustaya, Hettitische godin van het lot, die de draden van het lot spint                                      |
| Itzpapalotl Tessera   | 75,7 N       | 317,6 E     | 380           | 1985 | Itzpapalotl, Azteekse godin van het lot                                                                        |
| Jyestha Tesserae      | 65,05 N      | 343,4 E     | 1252          | 2019 | Jyestha, hindoeïstische godin van ongunstige zaken en zus van Lakshmi                                          |
| Kruchina Tesserae     | 36,0 N       | 27,0 E      | 1000          | 1997 | Kruchina, Oost-Slavische godin van verdriet                                                                    |
| Kutue Tessera         | 39,5 N       | 108,8 E     | 653           | 1985 | Kutue, een pad in de Oeltsjen-folklore die geluk brengt                                                        |
| Lachesis Tessera      | 44,4 N       | 300,1 E     | 664           | 1985 | Lachesis, een van de drie schikgodinnen in de Griekse mythologie                                               |
| Lahevhev Tesserae     | 29,0 N       | 189,0 E     | 1300          | 1997 | Lahevhev, Melanesische godin van de dode zielen                                                                |
| Laima Tessera         | 55,0 N       | 48,5 E      | 971           | 1985 | Laima, Letse en Litouwse godin van het lot                                                                     |
| Lhamo Tessera         | 51,0 S       | 15,0 E      | 800           | 1997 | Lhamo, Tibetaanse godin van tijd en lot                                                                        |
| Likho Tesserae        | 40,0 N       | 134,0 E     | 1200          | 1997 | Likho, Oost-Slavische godin van het slechte lot                                                                |
| Mafdet Tessera        | 9,2 N        | 38,5 E      | 370           | 2003 | Mafdet, Egyptische godin van gerechtelijke autoriteit en executies                                             |
| Mago-Halmi Tesserae   | 70,0 N       | 157,0 E     | 400           | 1997 | Mago-Halmi, Koreaanse helpende godin                                                                           |
| Magu Tessera          | 52,0 S       | 305,0 E     | 300           | 1997 | Magu, Chinese godin van de onsterfelijkheid                                                                    |
| Mamitu Tesserae       | 22,0 N       | 44,0 E      | 900           | 1997 | Mamitu, Akkadische bestemmingsgodin                                                                            |
| Manatum Tessera       | 4,0 S        | 64,0 E      | 3800          | 1997 | Manatum, Semitische godin van het lot                                                                          |
| Manzan-Gurme Tesserae | 39,0 N       | 359,5 E     | 1354          | 1985 | Manzan-Gurme, voorouder die het boek van het lot bezit in de Mongoolse, Tibetaanse en Boerjaatse mythologieën. |
| Meni Tessera          | 48,1 N       | 77,9 E      | 454           | 1985 | Meni, Semitiche godin van het lot                                                                              |
| Meskhent Tessera      | 65,8 N       | 103,1 E     | 1056          | 1985 | Mesechenet, Egyptische godin van het geluk                                                                     |
| Minu-Anni Tessera     | 20,0 S       | 30,0 E      | 1300          | 1997 | Minu-Anni, Assyrische godin van het lot                                                                        |
| Moira Tessera         | 58,7 N       | 310,5 E     | 361           | 1985 | De Moirai, drie Griekse schikgodinnen                                                                          |
| Nedolya Tesserae      | 5,0 N        | 294,0 E     | 1200          | 1997 | Nedolya, Oost-Slavische godin van het lot                                                                      |
| Nemesis Tesserae      | 40,0 N       | 181,0 E     | 355           | 1985 | Nemesis, Griekse godin van het lot                                                                             |
| Norna Tesserae        | 50,0 S       | 263,0 E     | 700           | 1997 | De Nornen, drie lotsgodinnen uit de Noordse mythologie                                                         |
| Nortia Tesserae       | 49,0 S       | 160,0 E     | 650           | 1997 | Nortia, lotsgodin uit de Etruskische mythologie                                                                |
| Nuahine Tessera       | 9,0 S        | 157,0 E     | 1000          | 1997 | Nuahine, Rapanui-lotsgodin                                                                                     |
| Oddibjord Tessera     | 82,0 N       | 85,0 E      | 900           | 1997 | Oddibjord, Scandinavische geluksgodin                                                                          |
| Pasom-mana Tesserae   | 33,0 S       | 49,0 E      | 1200          | 1997 | Pasom-mana, Hopi-godin van dromen en krankzinnigen                                                             |
| Salus Tessera         | 1,5 S        | 48,5 E      | 850           | 1997 | Salus, Romeinse godin van gezondheid en welvaart                                                               |
| Senectus Tesserae     | 50,0 N       | 292,0 E     | 1400          | 1997 | Senectus, Romeinse godin van ouderdom                                                                          |
| Shait Tessera         | 54,0 S       | 173,5 E     | 220           | 1997 | Sjait, Egyptische godin van het menselijk lot                                                                  |
| Shimti Tessera        | 31,9 N       | 97,7 E      | 1275          | 1985 | Shimti, de incarnatie van Ishtar als de godin van het lot in de Babylonische mythologie.                       |
| Snotra Tesserae       | 24,0 N       | 134,0 E     | 1000          | 1997 | Snotra, Scandinavische godin van de wijsheid                                                                   |
| Sopdet Tesserae       | 45,0 S       | 243,0 E     | 500           | 1997 | Sopdet, Egyptische godin van de ster Sirius en het komende jaar.                                               |
| Sudenitsa Tesserae    | 33,0 N       | 270,0 E     | 4200          | 1997 | Slavische lotsgodinnen (drie zussen).                                                                          |
| Sudice Tessera        | 37,0 S       | 112,0 E     | 500           | 1997 | Tsjechische lotsgodinnen                                                                                       |
| Tellus Tessera        | 42,6 N       | 76,8 E      | 2329          | 1982 | Tellus, Oud-Romeinse beschermgodin van de aardbodem                                                            |
| Tushita Tesserae      | 42,0 S       | 54,0 E      | 1400          | 2000 | Hindoeïstische godin van lotsberusting (naamswijziging van Hikuleo Tesserae)                                   |
| Tyche Tessera         | 44,0 S       | 14,5 E      | 575           | 1997 | Tyche, Griekse godin van het lot                                                                               |
| Urd Tessera           | 40,0 S       | 174,5 E     | 250           | 1997 | Urd, een van de drie schikgodinnen uit de Noordse mythologie                                                   |
| Ustrecha Tesserae     | 43,0 S       | 265,0 E     | 450           | 1997 | Ustrecha, oude Russische godin van het toeval.                                                                 |
| Vako-nana Tesserae    | 27,0 N       | 40,0 E      | 1200          | 1997 | Vakonana, Adygese wijze voorspelster                                                                           |
| Verpeja Tesserae      | 58,0 S       | 160,0 E     | 600           | 1997 | Verpėja, Litouwse godin van de levensdraad                                                                     |
| Virilis Tesserae      | 56,1 N       | 239,7 E     | 782           | 1985 | Een van de namen van Fortuna, Romeinse godin van het toeval                                                    |
| Xi Wang-mu Tessera    | 30,0 S       | 62,0 E      | 1300          | 1997 | Xi Wangmu, 'Koningin-moeder van het Westen', godin van leven en onsterfelijkheid in de Chinese mythologie      |
| Yuki-Onne Tessera     | 39,0 N       | 261,0 E     | 1200          | 1997 | Yuki Onna, Japanese geest van de ijzige dood                                                                   |
| Zirka Tessera         | 33,0 N       | 300,0 E     | 450           | 1997 | Wit-Russische godin van geluk                                                                                  |